# Adriano Morais
Adriano Adriano Morais (ur. 21 lutego 1948 w Runa) – portugalski zapaśnik walczący w stylu klasycznym. Olimpijczyk z Meksyku 1968, gdzie zajął dziewiętnaste miejsce w kategorii do 63 kg.

## Letnie Igrzyska Olimpijskie 1968
| Konkurencja          | Rundy eliminacyjne   | Rundy eliminacyjne                | Klas. końcowa |
| Konkurencja          | Przeciwnik I         | Przeciwnik II                     | Miejsce       |
| -------------------- | -------------------- | --------------------------------- | ------------- |
| 63 kg styl klasyczny | Metin Alakoç (TUR) P | Tadeusz Godyń (POL) Obustronna DQ | 19.           |